# Knooppunt Ommedijk
Knooppunt Ommedijk is een trompetknooppunt in de A44. Het knooppunt ligt op de grens van de gemeenten Wassenaar en Leiden, ten zuidwesten van de Leidse wijk Stevenshof. Op deze plek komen de A44 en de N434 samen. Het knooppunt maakt onderdeel uit van het project de RijnlandRoute. Met de bouw van het knooppunt is gestart in het najaar van 2017. Op 5 juli 2024 is de N434 en knooppunt Ommedijk opengesteld voor het verkeer.

## Aansluitende wegen
| Aansluitende wegen                    | Aansluitende wegen | Aansluitende wegen | Aansluitende wegen | Aansluitende wegen                       |
| ------------------------------------- | ------------------ | ------------------ | ------------------ | ---------------------------------------- |
|                                       |                    |                    |                    | richting Leiden / Sassenheim / Leimuiden |
|                                       |                    |                    |                    |                                          |
|                                       |                    |                    |                    |                                          |
|                                       |                    |                    |                    |                                          |
| richting Wassenaar / Den Haag-Centrum |                    |                    |                    | richting Zoeterwoude                     |

## Voorbereidende werkzaamheden
In 2016 en 2017 zijn onder meer in het gebied van het knooppunt diverse leidingen verplaatst. Ook vond er een archeologisch onderzoek plaats en een onderzoek naar niet gesprongen explosieven.

## Naamgeving
De naam Ommedijk is ontleend aan de naam van de nabijgelegen Ommedijkse Polder. De Ommedijkseweg loopt ter plaatse evenwijdig aan de A44. In het verleden is voor het knooppunt ook de naam Knooppunt Maaldrift voorgesteld. Deze naam, die niet werd gekozen, was ontleend aan de zuidwestelijk van het knooppunt gelegen Wassenaarse buurtschap Maaldrift.

## RijnlandRoute
Knooppunt Ommedijk is samen met onder andere knooppunt Hofvliet en de provinciale weg N434 onderdeel van de RijnlandRoute die de wegverbinding tussen de A4 en de kust van Katwijk moet verbeteren. Het doorgaande verkeer (west-oost v.v.) hoeft dan niet meer door de stad Leiden heen. 
Knooppunten: Burgerveen (A4) · Ommedijk (N434)
Aansluitingen: Oude-Wetering (1) · Kaag-Dorp (2) · Noordwijkerhout (3) · Warmond (4) · Sassenheim (5) · Noordwijk (6) · Oegstgeest (7) · Leiden-West (8) · Leiden-Zuid (9)
Almere · Amstel · Arnestein · Assen · Azelo · Badhoevedorp · Bankhoef · Batadorp · Beekbergen · Benelux · Beverwijk · Bodegraven ·  Boterdiep ·  Buren · Burgerveen · Coenplein · De Baars · De Hoek · De Hogt · De Nieuwe Meer · De Poel · De Punt · De Stok · Deil · Diemen · Drachten · Drie Klauwen · Eemnes · Ekkersweijer · Emmeloord · Empel · Euvelgunne · Everdingen · Ewijk · Galder · Gooimeer · Gorinchem · Gouwe · Grijsoord · Hattemerbroek · Heerenveen · Hellegatsplein · Het Vonderen · Hintham · Hoevelaken · Hofvliet · Holendrecht · Holsloot · Hoogeveen · Hooipolder · IJmuiden (niet officieel) · Joure · Julianaplein · Kerensheide · Kethelplein · Klaverpolder · Kleinpolderplein · Kooimeer · Kruisdonk · Kunderberg · Lankhorst · Leenderheide · Lunetten · Maanderbroek · Markiezaat · Muiderberg · Neerbosch · Noordhoek · Ommedijk · Oud-Dijk · Oudenrijn · Paalgraven · Princeville · Prins Clausplein · Raasdorp ·  Reitdiep ·  Ressen · Ridderkerk · Rijkevoort · Rijnsweerd · Rottepolderplein · Rozenburg · Sabina · Sint-Annabosch · Stelleplas · Slufter · Ten Esschen · Terbregseplein · Tiglia · Vaanplein · Valburg · Velperbroek · Velsen · Vlaardingen · Vught · Waterberg · Watergraafsmeer · Werpsterhoek · Westerlee · Ypenburg · Zaandam · Zaarderheiken · Zonzeel · Zoomland · Zuidbroek · Zurich

Geplande knooppunten:
De Liemers · Zestienhoven

Voormalige knooppunten:
Bocholtz · Ekkersrijt · Europaplein (Groningen) · Europaplein (Maastricht) · Lindenholt